# Agvorik
Agvorik (Armeens: Աղվորիկ) is een plaats en gemeente in Armenië. Deze plaats ligt in de marzer (provincie) Sjirak. Deze plaats ligt 117 kilometer (hemelsbreed) van de hoofdstad Jerevan af. 